# 364264 Martymartina
364264 Martymartina è un asteroide della fascia principale. Scoperto nel 2006, presenta un'orbita caratterizzata da un semiasse maggiore pari a 2,3495936 au e da un'eccentricità di 0,2022839, inclinata di 2,21413° rispetto all'eclittica.